# Am Ochsenmarkt (Lüneburg)
Die Straße Am Ochsenmarkt liegt im Stadtzentrum von Lüneburg.
 Die Quelle der IDs und der Beschreibungen ist der Denkmalatlas Niedersachsen.

## Lage
Die kurze Straße verbindet den Marienplatz mit dem Platz Am Markt. Die Häuser der Straße befinden sich alle an der nördlichen Straßenseite, die südliche Straßenseite bildet das Rathaus. Die Nummerierung beginnt im Osten.

## Geschichte
Ursprünglich war die Straße Teil des Marktes. Hier wurde in der Galluswoche der Rindermarkt abgehalten. Ab dem 17. Jahrhundert ging der Name in den allgemeinen Sprachgebrauch über.

## Baudenkmale
| Lage                                         | Bezeichnung | Beschreibung | ID       | Bild |
| -------------------------------------------- | ----------- | --- | -------- | ---- |
| Am Ochsenmarkt 1 53° 15′ 1″ N, 10° 24′ 29″ O | Heine-Haus  | Das Haus befindet sich nördlich des Rathauses an der Ecke zur Burmeisterstraße, hier befindet sich auch das Haupthaus. Hier kann ein Haus ab 1300 nachgewiesen werden. In dem Haus sind umfangreiche Deckenmalereien aus dem 18. Jahrhundert erhalten. | 30655000 |      |
| Am Ochsenmarkt 3 53° 15′ 3″ N, 10° 24′ 25″ O | Amtsgericht | In dem Verwaltungsgebäude befindet sich seit 1983 das Amtsgericht. Erbaut wurde das Haus ab 1845, fertiggestellt wurde es laut einer Inschrift im Jahre 1849. Die Fassade hat 11 Achsen, an den Ecken befinden sich dreiachsige Risalite. Die Fassade ist im neugotischen Stil gehalten mit Anlehnungen an den Tudorstil. Das flache Walmdach wird von einem Zinnenkranz aus gelben Ziegeln teilweise verdeckt. | 30668342 |      |